# Зервас, Леонидас
Леонидас Зервас (греч.: Λεωνίδας Ζέρβας, 21 мая 1902, Мегалополис — 10 июля 1980, Афины) — греческий химик-органик, внесший значительный вклад в химический синтез пептидов. Вместе со своим наставником Максом Бергманном они заложили основы этой области в 1932 году, сделав свое главное открытие - синтез олигопептидов Бергманна-Зерваса, которые оставались непревзойденными по полезности в течение следующих двух десятилетий. Бензилоксикарбонильная защитная группа, которую он открыл, часто обозначается сокращенно Z (в русскоязычной литературе чаще встречается вариант Cbz-) в его честь.
На протяжении своей жизни Зервас также занимал многие важные посты, в том числе пост президента Афинской академии, а также некоторое время пост министра промышленности Греции . Он получил множество наград при жизни и посмертно, таких как звание иностранного члена Академии наук СССР или первую золотую медаль Макса Бергмана.

## Биография

### Ранние годы и карьера за рубежом
Зервас родился в 1902 году в сельском городке Мегалополис в Аркадии, на юге Греции. Он был первым из 7 детей юриста и депутата парламента Теодороса Зерваса и Василики Зерва (урождённая Гифтаки). После получения среднего образования в местной гимназии Каламаты в 1918 году он поехал изучать химию в Афинский университет. Прежде чем закончить там учёбу, он переехал в Берлин в 1921 году, где окончил Берлинский университет по специальности химия в 1924 году.
Под руководством Макса Бергманна он выполнил докторскую диссертацию по реакциям аминокислот с альдегидами и был удостоен звания доктора естественных наук Берлинского университета в 1926 г. Он приступил к работе с Бергманном в Институте исследования кожи кайзера Вильгельма в Дрездене, основателем и директором которого являлся Бергманн. С 1926 по 1929 год Зервас был научным сотрудником и в конечном итоге стал главой отдела органической химии и заместителем директора института (1929–1934). Именно в этот период двое ученых разработали синтез олигопептидов Бергманна-Зерваса, который принес им международную известность в академических кругах. Зервас, будучи к тому моменту близким другом Бергманна, решил последовать за ним в США в 1934 году после того, как Бергманн эмигрировал под давлением из нацистской Германии в 1933 году из-за своего еврейского происхождения. В Нью-Йорке Зервас проработал 3 года лектором и исследователем в Институте медицинских исследований Рокфеллера.
В 1930 году он женился на Хильдегард Ланге, и они оставались вместе до его смерти.

### Возвращение в Грецию
После проведенного времени в Берлине, Дрездене и Нью-Йорке, Зервас решил вернуться в Грецию в 1937 году . Он был сразу назначен профессором органической химии и биохимии в Университете Аристотеля в Салониках в знак признания его выдающейся международной работы. Он оставался на этой должности до 1939 года, пока его не пригласили на должность профессора органической химии в Афинский университет, а также назначили директором лаборатории органической химии. Он продолжал проводить исследования, несмотря на серьёзные трудности, с которыми он часто сталкивался из-за отсутствия оборудования и финансирования. Параллельно с исследованиями Зервас преподавал органическую химию, руководил лабораторией и руководил многими поколениями молодых химиков в качестве их научного руководителя в течение 29 лет, которые он занимал в Афинском университете.
Во время оккупации Греции Странами «оси» Зервас играл активную роль в греческом Сопротивлении в качестве члена ЭДЕС; он был дважды взят в плен: сначала итальянскими, а затем немецкими оккупационными силами, а его лаборатория была разрушена. После освобождения Греции ему удалось получить небольшую часть американской послевоенной помощи для ремонта Афинского университета и Афинского политехнического института и, таким образом, перестроить свою лабораторию в 1948–1951 гг.
В последующие годы, руководствуясь чувством личного и профессионального долга, Зервас добровольно взял на себя ряд обязанностей в греческом правительстве . По его собственному пожеланию, он никогда не получал зарплату за эти должности и продолжал получать только свою профессорскую зарплату. Некоторые известные должности, которые он занимал в хронологическом порядке до 1968 года:
- Член Государственного комитета профессионального образования (1948–1951).
- Член многочисленных комитетов по созданию новых производств в послевоенной Греции (на протяжении 1950-х годов).
- Первый вице-президент Национального фонда греческих исследований (1958–1968), одним из основателей которого он был.
- Министр промышленности в технократическом временном правительстве Параскевопулоса (1963–1964)
- Президент Комиссии по атомной энергии Греции (1964–1965)

Демократические ценности, которых Зервас придерживался, сделали его целью военной хунты Черные полковники, созданной в 1967 году, которая сместила его с должности в Афинском университете в 1968 году после почти трех десятилетий исследований и преподавания. В ответ на это Афинская академия, членом которой был Зервас с 1956 года, избрала его президентом в 1970 году. После того Зервас вышел на пенсию в 1971 году.

### Последние годы
С восстановлением демократии в 1974 году Зервас снова смог внести свой вклад в исследовательскую и образовательную политику. Как и прежде, отказываясь получать зарплату на этих должностях, он во второй раз был президентом Комиссии по атомной энергии Греции (1974–1975), а затем президентом Национального фонда греческих исследований (1975–1979).
Зервас страдал от периодических проблем со здоровьем органов дыхания на протяжении всей своей взрослой жизни, но в последние годы его жизни ситуация резко ухудшилась. Частое использование фосгена в его исследованиях послужило причиной хронического легочного заболевания. Он проявлял настойчивость, несмотря на проблемы со здоровьем, продолжая посещать собрания Афинской академии до самого конца своей жизни. В 1980 году после острого легочного эпизода, который длился три недели, он умер в возрасте 78 лет.

## Вклад в химию
Значительный вклад в химию Зерваса был сделан вместе с Бергманном и включал первый успешный синтез олигопептидов значительной длины. Они добились этого, используя защитную группу карбоксибензиламина для защиты N-конца растущей олигопептидной цепи, к которой последовательно добавляются аминокислотные остатки. Карбоксибензильная группа, обнаруженная Зервасом, вводится реакцией с бензилхлорформиатом, в первоначальной методике реакция проводилась в водном растворе карбоната натрия при 0 °C:
Защитная группа обозначается сокращенно Cbz или, в честь Зерваса, просто Z. [1] Обычно, снятия защиты включает реакцию гидрогенолиза с газообразным водородом и катализатором, например, палладием на угле.
Открытие синтеза Бергманна-Зерваса было охарактеризовано как «эпохальное», поскольку оно привело к появлению контролируемой химии синтетических пептидов, завершив работу, начатую в начале XX века наставником Бергманна Эмилем Фишером. Ранее невозможные для синтеза  олигопептиды со специфичной последовательностью и реакционноспособными  боковыми цепями, в 1930-х годах были получены Бергманном и Зервасом. Также, ими была отмечена способность Z-защиты предотвращать рацемизацию активированных производных защищенных аминокислота и важность этого явления для синтеза.

Действительно, их метод стал стандартом в этой области в течение следующих двух десятилетий до дальнейших разработок в начале 1950-х годов с введением смешанных ангидридов (например, Boc-защиты).

Дибензилхлорфосфонат, использованный Зервасом для N- или O-фосфорилирования аминокислот
NPS-хлорид, использованный Зервасом для добавления NPS-защитной группы
Оптически чистая N-тритиламиновая кислота, полученная Зервасом.

Дисульфидные мостики (желтые) между двумя цепями (оранжевой и зелёной) инсулина. Зервас разработал методы управляемого синтеза таких мостиков.

Зервас продолжил свои исследования по синтезу пептидов в Нью-Йорке, а затем в Греции. Первой темой его исследования в Греции был синтез N- или O-фосфорилированных аминокислот, в котором он продемонстрировал полезность дибензилхлорфосфоната. Он продолжал свои усилия по разработке новых методов в химии пептидов, включая введение аминозащитной группы о-нитрофенилсульфенил (NPS) и синтез пептидов с использованием N-тритиламинокислот.
Одним из основных вопросов, занимавших его интересы, был химический синтез инсулина после его характеристики Фредериком Сэнгером (1951). Пептидный гормон инсулина содержит две белковые цепи, поперечно сшитые дисульфидными мостиками между остатками цистеинов. По этой причине Зервас провел систематическое исследование асимметричных цистеин-содержащих пептидов. В своих попытках он ввел новые защитные группы меркаптана (например, тритил, бензгидрил или бензоил), которые, наконец, сделали возможным контролируемое получение дисульфидных мостиков. Это был триумф химии пептидов в лаборатории, но его нельзя было применить в  промышленных масштабах. Основываясь на этой работе, первый полный синтез инсулина был одновременно достигнут в 1963 году в Рейнско-Вестфальский техническом университете Ахена Гельмутом Заном и Панайотисом Кацояннисом, учеником Зерваса в Питтсбургском университете. Дальнейшая работа над асимметричными полипептидами цистеина была также проведена в Афинах Ифигенией Фотаки, другой его ученицей.
В целом исследовательская работа Зерваса охватывает шесть десятилетий (1925–1979) и насчитывает 96 публикаций в международных химических журналах.

## Память и наследие
Научная работа Леонидаса Зерваса вызвала мировой резонанс, и его вклад был отмечен множеством наград на протяжении всей его жизни. В 1960 году он получил почетную докторскую степень Базельского университета по случаю 500-летия университета по рекомендации Ханса Эрленмейера и лауреата Нобелевской премии Тадеуша Рейхштейна. В 1969 году он был удостоен почетного членства в Американском обществе биохимиков. В 1976 году Социалистическая Республика Румыния наградила его Орденом 1 степени за научные заслуги. В том же году Зервас стал иностранным членом Академии наук СССР, что также свидетельствует о большом уважении к его работе в Восточный блок. Компания немецких пептидных химиков Max-Bergmann-Kreis планировала вручить Зервасу первую золотую медаль Макса Бергмана за пептидную химию в 1980 году, но его внезапная смерть потребовала посмертной церемонии награждения.
В честь Зерваса в 1991 году в его родном городе был открыт памятный бюст, а главный конференц-зал Национального фонда греческих исследований называется «Амфитеатр Леонидаса Зерваса».
Европейское пептидное общество учредило Премию Леонидаса Зерваса «в ознаменование его выдающегося вклада в науку о пептидах», которая присуждается раз в два года с 1988 г. Награда вручается «ученому, внесшему наиболее выдающийся вклад в химию, биохимию и / или биологию пептидов за пять лет, предшествующих дате отбора».